# Agrotis characteristica
Agrotis characteristica là một loài bướm đêm trong họ Noctuidae.

## Hình ảnh

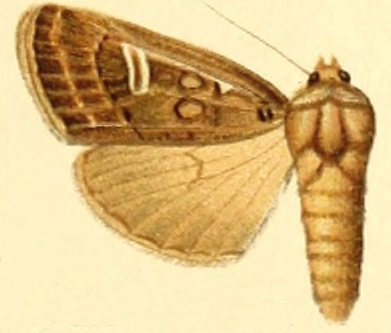
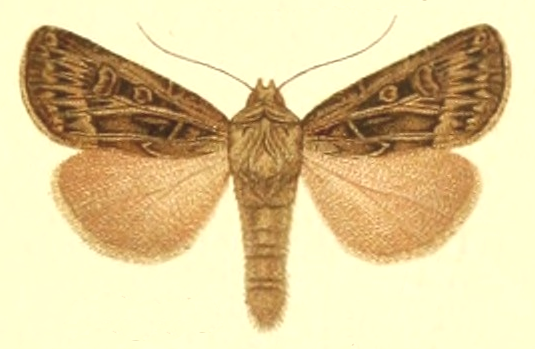